# Heule
Heule is een dorp in de Belgische provincie West-Vlaanderen en een deelgemeente van de stad Kortrijk, het was een zelfstandige gemeente tot aan de gemeentelijke herindeling van 1977. Heule heeft een oppervlakte van 1180 hectare, op 1 januari 2020 telde het 11.996 inwoners. Het is hiermee naar inwonersaantal de grootste deelgemeente van Kortrijk. Omliggende gemeentes zijn Bissegem, Gullegem, Lendelede en Kuurne. Op de grens van Heule, Kuurne en Lendelede ligt het dorp Sente (ook Sint-Katharina of Sint-Katrien genoemd).

## Etymologie
Volgens sommigen zou de Heulebeek, die door het dorp stroomt, haar naam aan het dorp danken, maar volgens anderen zou Heule een verbastering zijn van geul of geule, de greppel waarin een beek loopt, en zou het dorp de naam van de beek gekregen hebben.
De naam Heule werd voor het eerst vermeld in 1111, waarin sprake is van Sigerus de Hula.

## Geschiedenis
Neolithische nederzettingen werden op het grondgebied van Heule aangetroffen en ook de Romeinen hadden er nederzettingen, getuige vondsten van Gallo-Romeinse nederzettingen. Zij legden wegen aan door dit gebied.
In 1111 werd Heule voor het eerst schriftelijk vermeld en in 1143 was er al sprake van een zelfstandige parochie en in 1144 werd melding gemaakt van een kerkgebouw.
Heule was een heerlijkheid die afhankelijk was van de Graaf van Vlaanderen. Omstreeks 1570 woedde de beeldenstorm, waarbij het koor van de kerk en de grafkapel van de heren van Heule werden verwoest. In 1578 werd vermoedelijk het kasteel verwoest. Ook de twee Frans-Spaanse oorlogen berokkenden veel schade. Heule bleef tot 1713 in handen van Frankrijk en kwam daarna weer bij de Oostenrijkse Nederlanden. De Oostenrijkse Successieoorlog leidde opnieuw tot een invasie van Franse troepen, maar in 1748 kwam Heule weer aan Oostenrijk. Franse troepen leidden einde 18e eeuw weer tot plunderingen, en in 1794 kwam Heule aan Frankrijk.
Huisnijverheid was al in de 18e eeuw aanwezig, maar vanaf 1850 nam de vlasnijverheid een hoge vlucht. Er werden een aantal zwingelmolens gebouwd welke later grotendeels vervangen werden door met stoomkracht aangedreven zwingelarijen. In 1860 kwam met De Quinnemar de eerste vlasverwerkingsfabriek in Heule. Meerdere vlasgerelateerde bedrijven volgden: roterijen, een linnenblekerij en dergelijke. De Jaegher was een linnenweverij; Verhoost had vanaf 1905 een lijnwaadfabriek. Een loodwitfabriek, van Paul Lagae, kwam in 1875. De Meestere opende in 1905 een metaalconstructiebedrijf en De Quinnemar vestigde in 1901 een brouwerij.
In 1806 werd een armenschool opgericht en hieruit ontstond het klooster van de Zusters van Liefde van Heule, van waaruit in 1936 een meisjesschool werd opgericht. In 1854 kreeg ook Heule-Watermolen een eigen school.
Eind juni 1917 begon de beruchte Duitse piloot Manfred von Richthofen met het flying circus tegen de geallieerden gericht. In oktober 1918 werd het dorp onder vuur genomen, waarbij veel slachtoffers te betreuren waren.
Na de Eerste Wereldoorlog ging de industrialisatie verder met in 1928 de zijdeweverij Van Ackere en Vandeginste, de twijnderij en weverij voor meubelstoffen N.V. Velam in 1929. In 1932 volgden een constructiewerkplaats voor pompen en compresseoren (Lepauw), een betonwerkerij (Lapeire) en een katoenweverij (Cleppe).
De Tweede Wereldoorlog leverde schade op in mei 1940 in het kader van de Leieslag. In mei en juli 1944 werd Heule getroffen door geallieerde bombardementen, en op 7 september 1944 werd het dorp bevrijd.
Na de Tweede Wereldoorlog raakte de vlasnijverheid in de problemen. De vlasverwerkers schakelden over op weverijen. In 1959 waren daar een negental van. In 1960 werd het bedrijventerrein Leiedal aangelegd en kwam er gemengde industriële bedrijvigheid. Er werden nieuwe woonwijken gebouwd zoals de Nieuwe Wijk in 1956 en de Tinekeswijk in 1967, Kromme Olm (1973) en Kransvijver (1975).
Zo evolueerde Heule tot een sterk verstedelijkt dorp, vastgegroeid aan de kom van Kortrijk.

## Demografische ontwikkeling
- Bronnen:NIS, Opm:1831 tot en met 1970=volkstellingen; 1976 = inwoneraantal op 31 december

## Bezienswaardigheden
- Van de Sint-Eutropiuskerk werd de toren in 1937 beschermd. De toren werd in zandsteen gebouwd rond 1540.
- De Sint-Godelievekerk is de parochiekerk van de wijk Heule-Watermolen
- Het Kasteel van Heule uit 1895 is het voormalig buitenverblijf van de familie Goethals. In het park bevinden zich het mooie koetshuis (nu bibliotheek) en een drietal opmerkelijke moerascipressen (Taxodium distichum).
- Het moederklooster van de Zusters van Liefde Heule bevindt zich in de Mellestraat. De indrukwekkende neogotische kapel werd rond 1900 ingewijd.
- In Heule staat de enige vlaszwingelwindmolen van Europa, genaamd Preetjes Molen.[1]
- De Watermolen in de wijk Heule-Watermolen
- Tot in 2001 was in de Peperstraat het Curiosamuseum van Antoon Vanneste gevestigd.

## Wapen van Heule
Het wapen van Heule is een onofficieel wapen die enkele keren in de geschiedenis terug gekomen is, maar waar weinig verhaal achter zit. Desondanks is het nog steeds bekend onder de Heulenaren.

### De vorm

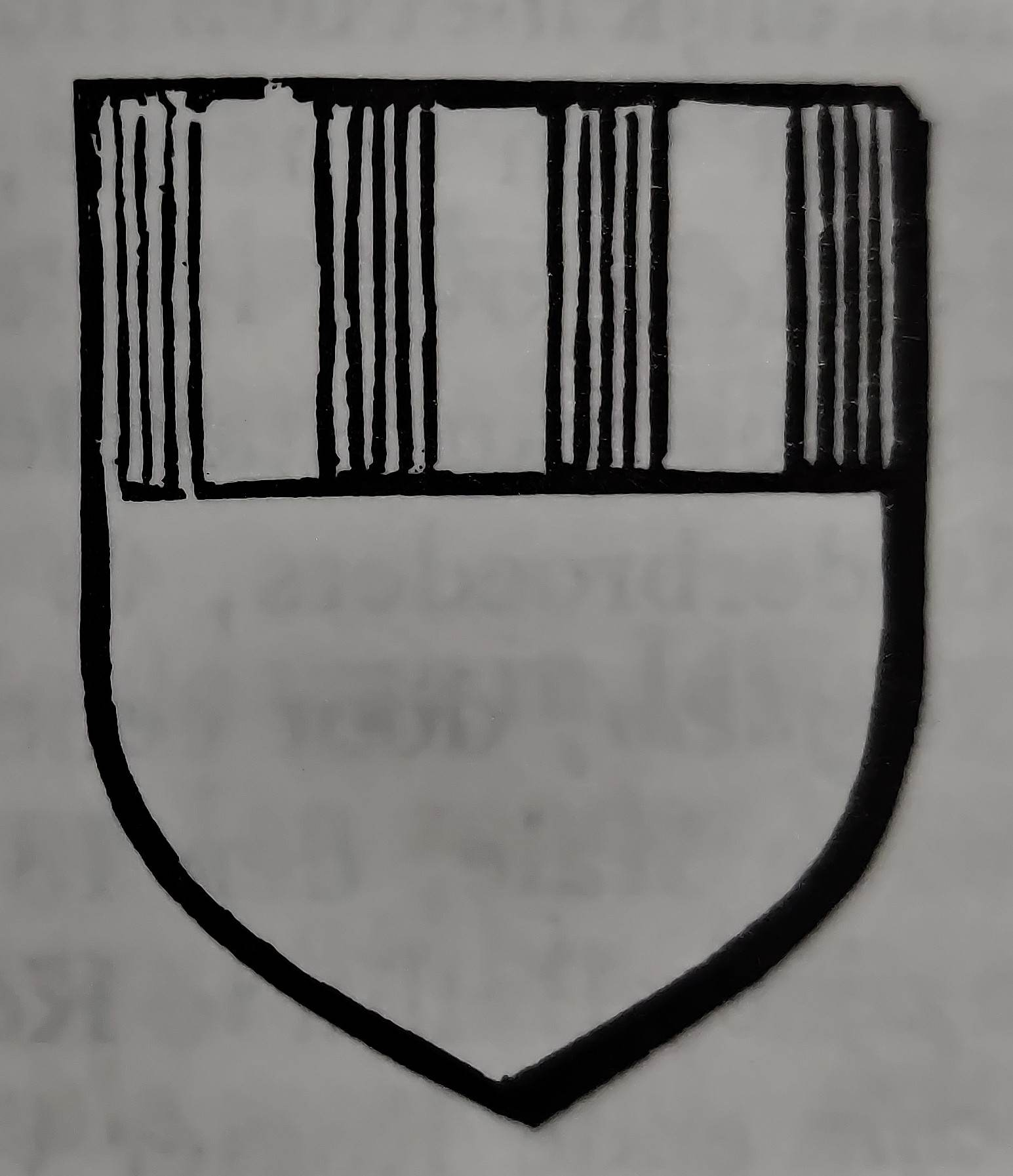
De vrom van het Wapen van Heule, hetzelfde als dat van Zomergem.

De oorsprong van de vorm van het wapen gaat terug tot de jaren 1200. Het komt terug in de zegel van Walter I of Wouter I van Zomergem. Hij werd heer van Heule, vermeld van 1197 tot 1233. Daardoor begon W. I zichzelf van Heule te noemen. Ook van zijn opvolger zijn er zegels bewaard, waar het wapen op voorkomt. Door deze reden hebben de wapens van Heule en Zomergem dezelfde vorm. De heerlijkheid Heule kwam daarna in handen van het huis van Fléchin (14e eeuw). Zij nemen het wapen niet over. De reden hiervoor was omdat het geen link heeft met de heerlijkheid Heule of de parochie Heule als bestuurlijke omschrijving. Hierdoor verdween het wapen.
Jaren en generaties later werd Rogier Boetelin heer van Heule, dit is rond het jaar 1376 wanneer zijn vader stierf. De nakomelingen van R. Boetelin kregen toelating van de hertog van Bourgondië om het wapenschild te voeren. De Boetelin’s werden echter opgevolgd door de huizen Van der Gracht, Van Liedekerke, Basta en d’Ennetières. Zij gebruikten allemaal hun eigen familiewapens, waardoor het wapen van Heule weer verdween.
In 1913 werden nieuwe gemeentewapens vastgelegd. Toen keken ze terug naar het oorspronkelijke wapen van Heule. Aangezien d’Ennetières, de laatste heren van Heule, ook Bissegem, Rollegem, … bezaten. Als ze dit familiewapen gekozen zouden hebben, zou dit hetzelfde zijn als deze andere gemeentes.

### De kleuren
In goud een rood schildhoofd met 3 palen van zilver.
Het Wapenboek van Gelre toont de kleuren. Ook in Armorial Bellenville, een handschrift uit de 14de eeuw, zien we een wapen met kleur. Naast een schild hoort ook een helm, dekkleden, wrong en helmteken. Het helmteken bestond uit een gekroonde zwanenhals van zilver gekroond van goud tussen een vlucht van hermelijnen. Veel meer dan dit is niet bekend over de kleuren van het wapen.

### De weinige info
In 1950 werd er door M. Coppernolle de vraag gesteld aan de gemeente Heule of er een dossier over dit wapen. De gemeentesecretaris van dat moment, antwoordde hierop dat er weinig bronnen aanwezig zijn in de Heule of Stad Kortrijk. Daarnaast zijn er, behalve bovenstaande gegevens, geen vertellingen, sage noch andere volksverhalen verbonden aan dit wapen.

### Een vlag
Heule heeft nooit een officiële vlag gehad. Dit omdat het decreet van 1977 te laat kwam hiervoor. Er zijn wel privé-initiatieven die een Heulse vlag bezorgden. Het Heulse wapen werd gewoon in de vlag verwerkt. Deze werd op feestelijkheden uitgehangen, zoals op de Tinekesfeesten.

## Natuur en landschap
Heule ligt in Zandlemig Vlaanderen met een hoogste punt van 41 meter. De Heulebeek is de belangrijkste waterloop welke meanderend door het dorp loopt in oostelijke richting, om bij Kuurne in de Leie uit te monden. Het zuiden van de deelgemeente is sterk verstedelijkt met woonwijken, de ringweg om Kortrijk en een bedrijventerrein.

## Cultuur

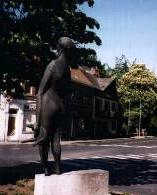
Standbeeld van Tineke van Heule in het centrum van Heule.

Het volksliedje Tineke van Heule (door René de Clercq) dankt zijn naam aan dit dorp. Jaarlijks worden er in het tweede weekend van september Tinekesfeesten gevierd. Gedurende de Tinekesfeesten vinden ook de Tinekeseverkiezingen plaats, waarvan de winnaar op de laatste dag van de Tinekesfeesten tot Tineke van Heule wordt gekroond. Ook in de wijk Heule-Watermolen wordt een Tinekesverkiezing gehouden: Tineke van de Watermolen. Vroeger mocht de winnares van Tineke van de Watermolen rechtstreeks meedoen aan Tineke van Heule, maar dit is (om praktische redenen) niet meer het geval. In Heule is de Vlaamse schrijver Stijn Streuvels (Franciscus Petrus Maria (Frank) Lateur) op 3 oktober 1871 geboren. Een gedenksteen is terug te vinden in de Kortrijkstraat. Er zijn wijken/straten in Heule genoemd naar bekende stukken van deze schrijver, zoals Zomertij, Najaar en Winterland.

## Sport
Er zijn twee sportcentra in Heule. Op het Lagaeplein is er de gemeentelijke sporthal met zwembad en er is het sportcentrum de Wembley met een atletiekpiste en voetbalpleinen. Heule heeft één voetbalclub, namelijk KdNS Heule. De ploeg komt uit in Derde Provinciale C.
Heule telt twee badmintonclubs, beide gevestigd op het Lagaeplein. Een eerste club 'gezinsbadminton' richt zich vooral op recreanten. De tweede club 'LEBAD Kortrijk' dient zowel competitiespelers als recreanten en heeft een uitgebreide jeugdwerking. LEBAD Kortrijk heeft ploegen die in de gemengde-, heren- of dames-competitie aantreden, zowel op provinciaal, liga als nationaal niveau. LEBAD Kortrijk werd landskampioen in 2012 en in 2016 (6/3/2016).
Verder heeft Heule één tafeltennisclub met als thuisbasis de gemeentelijke sporthal Lagaeplein, namelijk TTC Heule. Deze club heeft 2 ploegen die in derde provinciale spelen.
Naast de voetbalclub en de tafeltennisclub is er sinds 2009 een rollerhockeyclub, genaamd RHC Hannes. Deze sportclub speelt voornamelijk wedstrijden in het sportcentrum Lagae en recreatieve wedstrijden in de sporthal van Rollegem. In 2014 was Heule Dorp van de Ronde, een dorp dat in de kijker wordt gezet tijdens de Ronde van Vlaanderen.

## Geografie

### Wijken in Heule
- Haantjeshoek of Fatimawijk

- Kransvijver
- Tinekeswijk
- Disgracht
- Heule-Watermolen
- Sint-Katharina (in de volksmond "Sente")
- Warande

Verder is er het Rijs, dat gedeeltelijk tot Gullegem behoort, met onder meer de Roeselaarsestraat (die in Gullegem de Torrestraat heet, dit omdat er door de fusie met Wevelgem al een andere Roeselaarsestraat is). Vroeger werd daar ook 'Rijskes Kerremesse' gehouden.

### Nabijgelegen kernen
Gullegem, Kortrijk, Kuurne, Sente, Bissegem

## Geboren in Heule
- Stijn Streuvels (1871-1969), schrijver
- Karel Lateur (1873-1949), beeldhouwer
- René Goethals (1876-1928), burgemeester van Heule
- Gerard Debaets (1899-1959), wielrenner
- Alois Vansteenkiste (1928-1991), wielrenner
- Christian Goethals (1928-2003), formule 1 autorenner, zoon van de burgemeester van Heule René Goethals (1876-1928)
- Lucien De Muynck (1931-1999), atleet
- Luc Huyse (1937), socioloog